# Hubert Baumgartner
Hubert Baumgartner (Wolfsberg, 25 febbraio 1955) è un allenatore di calcio ed ex calciatore austriaco, di ruolo portiere.

## Palmarès

### Giocatore

#### Competizioni nazionali
- Campionato austriaco:

Austria Vienna: 1975-1976, 1977-1978, 1978-1979
- Coppa d'Austria:

Austria Vienna: 1976-1977